# Tour de França de 1993
El 80é Tour de França es va disputar del 3 al 25 de juliol de 1993 sobre un recorregut de 20 etapes i amb un total de 3714 km que es van cobrir a una velocitat mitjana de 38,709 km/h. La carrera va començar en Puy du Fou i va acabar en París, en el clàssic final dels Camps Elisis.
El guanyador final va ser l'espanyol Miguel Induráin, que aconseguia la seua tercera victòria consecutiva de la competició.